# Benben

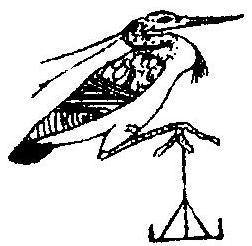
Pták Benu na pahorku benben

| D58 · N35 | D58 · N35 | O24 |

| D58 · N35 | D58 · N35 | O24 |

Benben (odvozováno z egyptského slovesa veben – „zářit“, „vzejít“, „povstat ve skvělosti“) je ve staroegyptské mytologii prvotní pahorek pevné země, který se při zrození světa vynořil z kosmického praoceánu Nun a na němž vznikl život. Jde o obecně rozšířenou egyptskou představu nacházející svůj odraz ve všech tamních mytologických tradicích. Představa benbenu je pravděpodobně odvozena od každoročně se opakující egyptské existenciální zkušenosti nilské záplavy a jejího opadání, kdy se při ústupu vody postupně obnažovaly první kusy suché země. Vyjadřovala časově i prostorově „tvůrčí síly prvotní události“ a božské přítomnosti ve světě. Proto byl podle představ Egypťanů každý chrám původně „ostrovem stvoření“ – prvotním místem, na nějž se snesl v něm uctívaný bůh, a v Pozdní době byl s benbenem ztotožňováno naos, v němž byl umístěn kultovní obraz.
Nejvýraznější roli benben hraje v koncepci Devatera z Iunu, kde byl přímo uctíván jako posvátný kámen. Byl zde pokládán za prvotní zhmotněnou podobou stvořitelského slunečního boha Atuma (případně Rea) a v kultu představován kamenným fetišem pravděpodobně nepravidelného kuželového tvaru a podle některých názorů meteorického původu uchovávaným ve zdejším chrámu jako jeho skutečný fyzický pozůstatek. Doložen je ovšem pouze nepřímo z náboženských textů. Badatelé předpokládají, že významově je třeba jej ztotožnit také s iunským posvátným sloupem iun a že jeho stylizovanou podobou je obelisk a pyramidion. Podle některých názorů je od něj odvozen tvar egyptských pyramid. 
V iunské kosmologii bůh Atum stojící v čele Devatera podle Textů pyramid „povstal jako benben v domě benu“: stvořitelský sluneční bůh se vynořil jako první pevný bod v praoceánu nebytí, případně se zrodil jako pták benu a s křikem, jímž prolomil ticho a tmu dosavadního nebytí, usedl na v tom okamžiku se objevivší prvotní pevnou zemi. Ta současně odpovídá východnímu horizontu, kde se „rodí“ Slunce; proto snad měl obelisk jako kultické znázornění benbenu zachycovat první sluneční paprsky za úsvitu. Benben je tedy obrazem sebestvoření stvořitele, od něhož teprve se další proces tvoření odvíjí. Jedním ze způsobů, jímž iunská kosmologie další tvoření přibližuje, je motiv Atumovy masturbační ejakulace nebo (méně často uváděného) spolknutí vlastního spermatu  – protože stvořil sám sebe a byl jediný, musel (pokud měl proces pokračovat) sám sebe také oplodnit. George Hart v tomto smyslu podává vysvětlení, že benben mohl být pokládán za zkamenělý pozůstatek Atumova spermatu.
Jinou verzí prvotního pahorku analogickou benbenu je ostrov plamenů také doložený v Textech pyramid. Protože stejně jako předchozí pojetí v sobě spojuje povstání pevného základu světa vyjádřené motivem ostrova uprostřed vod a zrození slunce představované náhlým vzplanutím jeho záře, je s největší pravděpodobností původně jen jiným slovním opisem téže představy. Nejpozději v období počátku Střední říše se ostrov plamenů objevuje v jedné z verzí kosmologie z Chemenu, podle níž ke stvoření světa došlo tajemnou činností Osmera složeného ze čtyř dvojic prvotních bohů. Tato božská skupina ovšem není stvořitelem ve stejném smyslu jako Atum, spíše ve svém souhrnu reprezentuje kvality preexistujícího světa – praoceánu Nun. Počátkem vší existence je až objevení se ostrova, na němž se zrodí slunce. George Hart uvádí, že tvůrci této koncepce mohli být přesvědčeni, že Osmero předcházelo Devateru, což by znamenalo, že tyto dva mýty nepopisují zrod světa odlišně, ale mohou se doplňovat. V tomto smyslu může být představa Osmera reinterpretací Devatera: popisovala by procesy směřující k Atumově sebestvoření a ostrov plamenů by byl označením stavu, kterým Atum své sebestvoření v podobě benbenu uskutečňuje.